# Alla ricerca di Tadzio
Pour plus de détails, voir Fiche technique et Distribution.
Alla ricerca di Tadzio (« À la recherche de Tadzio ») est un documentaire de 30 minutes réalisé en 1970 par Luchino Visconti. Il est produit par la RAI pour l'émission Cinema 70 d'Alberto Luna.

## Thème
Luchino Visconti évoque sa recherche de l'acteur destiné à jouer le rôle du jeune Tadzio dans son long métrage Mort à Venise (1971), d'après la nouvelle de Thomas Mann, La Mort à Venise.
Ces préparatifs le mènent dans plusieurs villes d'Europe, dont Venise,  Munich, Budapest, Varsovie, Helsinki et Stockholm. 
L'interprète finalement retenu par le réalisateur sera le comédien suédois Björn Andrésen, âgé de 15 ans.

## Fiche technique
- Titre original  : Alla ricerca di Tadzio
- Réalisation : Luchino Visconti
- Commentaire : Oreste del Buono

## Le vrai Tadzio

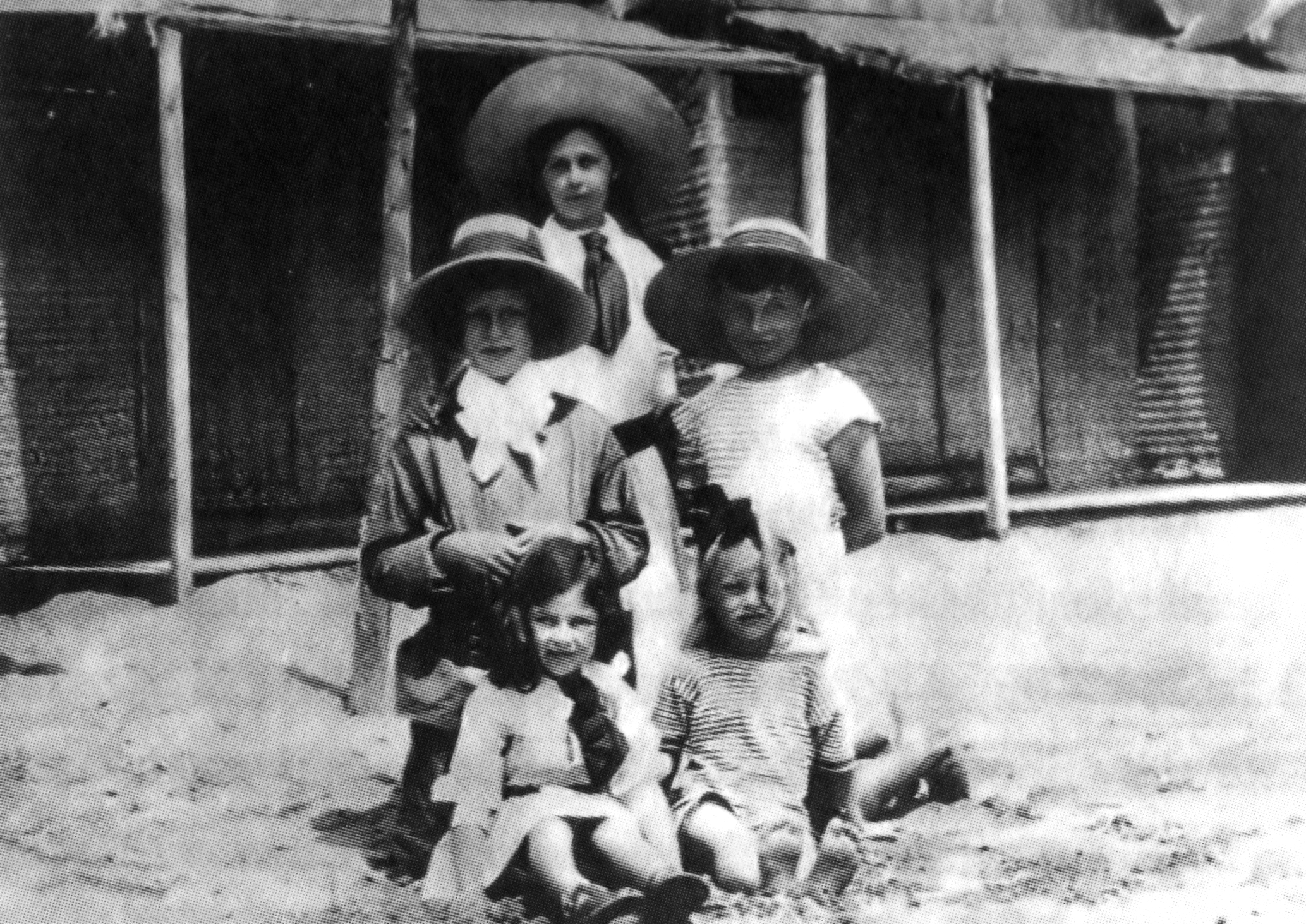
Władysław Moes (au centre, à gauche) au Lido de Venise en compagnie de ses sœurs et de son ami Jan Fudakowski (1911)

Le véritable Tadzio se nommait Władysław Moes, né le 17 novembre 1900 et mort le 17 décembre 1986. Il avait 11 ans lorsque Thomas Mann l'a rencontré lors de son voyage à Venise en mai-juin 1911.
Władysław Moes  a été retrouvé par le traducteur polonais des œuvres de Mann, Andrzej Dołęgowski, dans les années 1960. Il est évoqué par l'épouse de l'écrivain, Katia Mann, dans ses mémoires. Gilbert Adair lui a consacré un essai, The Real Tadzio (2001).